# (3965) Konopleva
(3965) Konopleva (1975 VA9) – planetoida z pasa głównego asteroid okrążająca Słońce w ciągu 4,31 lat w średniej odległości 2,65 j.a. Odkryta 8 listopada 1975 roku.